# トッツ とべ! あかちゃん おとどけたい
トッツ とべ！ あかちゃん おとどけたい（英語: T.O.T.S.: Tiny Ones Transport Service）は、アメリカ合衆国のコンピュータアニメーション。企画はトラヴィス・ブラウン、制作はティットマウス。2019年6月14日（カナダでは6月22日）にディズニージュニアとディズニー・チャンネルで放映開始された。日本では2019年11月4日からディズニーチャンネルで放送されている。

## あらすじ
ペンギンのピップとフラミンゴのフレディは、T.O.T.S（トッツ、Tiny Ones Transport Service、親たちの元に赤ちゃんを運ぶコウノトリたちのサービス）に所属する研修中のメンバー。2羽は一緒に赤ちゃんを世話し、世界中を旅してかけがえのない家族を見つけ、コアラのKCやキャプテン・ビークマン、他のコウノトリたちの指導の下で問題を解決する方法を学んでいく。

## キャラクター
ピップ
声 - おまたかな、英 - ジェット・ユルゲンスマイヤー
フレディ
声 - 稲川英里、英 - クリスチャン・J・サイモン
キャプテン・ピークマン
声 - 和優希、英 - ヴァネッサ・ウィリアムズ

## エピソード
| #  | エピソードタイトルA            | エピソードタイトルB               |
| -- | ------------------------------ | --------------------------------- |
| 1  | ニャンとも こまったニャー      | クジラにくじけるな                |
| 2  | きけんなパンダ                 | ニオイなんか きにしない           |
| 3  | チーターを おえ                | おしごと けんがく                 |
| 4  | みならい ほいくがかり          | どのこが どのこ？                 |
| 5  | ネコのてを かりよう            | カラフル・カメレオン              |
| 6  | しましまの なぞ                | うみへ おとどけ                   |
| 7  | やかんひこう                   | つるつるピップ                    |
| 8  | しゃっくりトラブル             | ロボットとレース                  |
| 9  | ゆき だいすき                  | あかちゃんパニック                |
| 10 | だいじなオモチャ               | ここほるワン                      |
| 11 | トラの おうじさま              | たんじょうびには プレゼントを     |
| 12 | なかよし きょうだい？          | ぴょんぴょんベイビー              |
| 13 | おしずかに！ライオンくん       | こわがりヤマアラシ                |
| 14 | とぶのが こわい                | ミアの とげぬき                   |
| 15 | くわずぎらい                   | まねっこの おサルさん             |
| 16 | あかちゃんをおかえし           | さばくのペンギン                  |
| 17 | キツネを さがせ                | そうじは たいへんだゾウ！         |
| 18 | サンタ・ベイビー               | やわらかフワフワ                  |
| 19 | ことりの こもりうた            | すばらしい おとどけ               |
| 20 | さいそくの フライヤー          | どこでも しんゆう                 |
| 21 | イースター・エッグを さがせ    | かじっちゃダメ！                  |
| 22 | よるの ほいくしつ              | うみで まいご？                   |
| 23 | バレンタイン・カード           | でておいで                        |
| 24 | かぞくを ひとつに              | そらとぶペンギン                  |
| 25 | パパを おとどけ                | JPの あかちゃんしけん             |
| 26 | こまった こいぬ                | おはなしの ちから                 |
| 27 | もっと とくべつ                | おひるねれっしゃが いく           |
| 28 | おおきくなった あかちゃん      | スーパーひみつにんむ              |
| 29 | じゅんびは とびながら          | ちっちゃい ちっちゃい あかちゃん  |
| 30 | ジュニア・ジュニア・フライヤー | おんがくを たよりに               |
| 31 | つきに むかって                | はい チーズ                       |
| 32 | だいじな やくめ                | げんきいっぱい！                  |
| 33 | ぶきみな おとどけ              | ひとつやねのした                  |
| 34 | はるかはるか かなたで          | おもちゃトラブル                  |
| 35 | トッツかんしゃさい             | ウッドバードの ゆめ               |
| 36 | まほうの あかちゃん            | おきにいりは ロボット             |
| 37 | ピップをハグ                   | ポーリーの しごと                 |
| 38 | ウルトラスーパーきょうだい     | えがおを みせて                   |
| 39 | サーフィン・バード             | おじいちゃんの だいぼうけん       |
| 40 | おたすけハスキー               | あかちゃんブギ                    |
| 41 | ラマの いいたいこと            | アザラシと およごう               |
| 42 | あかちゃんレース               | フレディが あかちゃん?!           |
| 43 | おたからハンター               | うえ うえ ダメー！                |
| 44 | パジャマ・パーティー           | ウサギがいっぱい                  |
| 45 | ラッキーに おはなしを          | かみなりと たいこ                 |
| 46 | はやおきどり                   | キャプテンにイタズラ              |
| 47 | シマウマ シマウマ              | トッツを わがやに                 |
| 48 | チーム・キューティーベイビーズ | かわいい えかきさん               |
| 49 | きの あかちゃん                | マネっこネコ                      |
| 50 | ミア がっこうへいく            | トラのこもりの だいぼうけん       |
| 51 | スーパー・ベイビー             | ミアと あそびたい                 |
| 52 | ウィルバート・ウッドバード     | あたらしい いえ                   |
| 53 | あんぜんだいいち               | くしゃみのフレディ                |
| 54 | フラミン・スノー！             | ボーディと ことりちゃん           |
| 55 | ひかれ！あかちゃん             | いちにちキャプテン                |
| 56 | みずをでたマナティー           | クモはそんなにこわくない          |
| 57 | ボタンだいすき                 | むらの みんなで                   |
| 58 | せんせいに スパのひを！        | ラッキーを わすれよう             |
| 59 | ちいさくな～れ！               | エヴァと たまご                   |
| 60 | どろんこベイビー               | ミア さいしょ                     |
| 61 | グレート・フレダミンゴ         | メ～んどうな こひつじ             |
| 62 | あたらしい しんゆう            | はくしゅが ほしい                 |
| 63 | かぞくの き                    | フレディの おわらないたんじょうび |
| 64 | カウボーイ・アーニーの ぼうし  | フレディのフラマナーきょうしつ    |
| 65 | いちばんのハグ                 | くみたてよう！                    |
| 66 | ぼくの おとうと                | イイヤツきょうじゅ                |
| 67 | そらとぶリス                   | てつだいボット5000                |
| 68 | こいぬの め                    | チームワークが だいじ             |
| 69 | はの ようせい                  | うみは くらいな                   |
| 70 | フレディは にんきもの          | ベビーボット                      |
| 71 | パパがむすこで むすこがパパで  | さいこうの トリたんてい           |
| 72 | かぞくきねんび                 | しじょうさいだいの おきに         |
| 73 | つきへむかって とべ！          | トミー・トリプルビーク            |
| 74 | わるいこリスト                 | セーター きつい                   |
| 75 | あかちゃんフライヤー           | トッツ・ザ・ミュージカル          |